# 二階堂奥歯
二階堂 奥歯（にかいどう おくば、1977年 - 2003年）は、日本の編集者。

## 略歴
- 早稲田大学第一文学部哲学科卒業。大学時代は哲学研究会に所属[1]。
- 卒業後、国書刊行会や毎日新聞社出版局で編集者として勤務。
- 2001年、編集者として働きながら、自身のウェブサイト上で読書記録を主とする日記を書き始める。
- 2003年4月26日、26歳の誕生日を目前にして投身自殺。亡くなる直前まで日記は更新されていた[2]。
- 2006年、ポプラ社の斉藤尚美によって、『八本脚の蝶』として日記が書籍化される[1]。斉藤は早稲田大学の同期であるが、生前は面識がなかった[1]。
- 2016年、『八本脚の蝶』が本屋大賞の発掘部門で、「超発掘本!」に選出[3]。

## 人物
学生時代から東雅夫編集の季刊雑誌「幻想文学」の書評欄に投稿し、SFやファンタジーの分野を中心に「筋金入りの本の虫」と東に評されるほどの猛烈な読書家だった。そのジャンルも硬派な文芸書や思想書にとどまらず、怪獣ホラーやSFポルノグラフィーにまで及んでいた。編集者として、山尾悠子や津原泰水、中野翠といった作家たちと親交を持った。
葛原妙子を好んで短歌も作り、「かばん」に所属した。『八本脚の蝶』には穂村弘や佐藤弓生といった歌人も寄稿しており、穂村の書評集『これから泳ぎにいきませんか』のタイトルは、打ち合わせ中の二階堂の発言からの引用であると明かされている。

## 著書
- 『八本脚の蝶』ポプラ社 2006.1 ISBN 978-4591090909[4]、河出文庫 2020